# Klaus Otto Nass
Klaus Otto Nass (geboren am 19. März 1931 in Düsseldorf; gestorben am 13. April 2017) war ein deutscher Rechtswissenschaftler, EU-Spitzenbeamter, niedersächsischer Staatssekretär und Hochschullehrer.

## Leben
Klaus Otto Nass verbrachte Kindheit und Jugend mit Eltern und Geschwistern in Hannover. Er studierte nach dem Abitur am Ratsgymnasium Hannover (1950) Rechts- und Wirtschaftswissenschaften in Mainz, München und Göttingen. 1959 legte er das Assessorexamen ab und promovierte mit einer Schrift über Wahlorgane und Wahlverfahren bei Bundestags- und Landtagswahlen an der Georg-August-Universität Göttingen.
Von 1959 bis 1963 war er im Bundeswirtschaftsministerium tätig, zuletzt als Regierungsdirektor. Danach wechselte er zur Kommission der Europäischen Wirtschaftsgemeinschaft nach Brüssel. Nach einem halben Jahr Entsendung ins Kabinett des Europäischen Kommissars Hans von der Groeben wurde er 1963 als Mitglied des Kabinetts aufgenommen und war für die Agrar- und Sozialpolitik zuständig. Ab 1967 war er Assistent des Generaldirektors für Wettbewerb Ernst Albrecht. Von Januar bis Juni 1970 war er stellvertretender Kabinettschef von der Groebens und von 1970 bis 1972 Mitglied der Delegation für die Beitrittsverhandlungen unter Generaldirektor Edmund Wellenstein. Mit allen dreien blieb er ein Leben lang verbunden. 1973 wurde er Leiter der Abteilung „Wettbewerbsbedingungen in der Landwirtschaft“ der Generaldirektion Landwirtschaft.
Mit der Wahl zum niedersächsischen Ministerpräsidenten holte Ernst Albrecht Nass 1976 zur Niedersächsischen Landesregierung nach Hannover. Hier war er zunächst Leiter der Abteilung 1 – Richtlinien der Politik, Ressortkoordinierung – in der Niedersächsischen Staatskanzlei, zudem Mitglied der Deutsch-Deutschen Grenzkommission, die die innerdeutsche Grenze festlegen sollte. Von 1978 bis 1982 war er Staatssekretär im Ministerium für Wirtschaft und Verkehr unter Birgit Breuel. Anschließend wurde er zum Landesbeauftragter für internationale Zusammenarbeit unter Albrecht ernannt. In dieser Funktion koordinierte er Projekte für internationale Entwicklungszusammenarbeit, insbesondere mit dem Partnerland Sudan, später auch mit China und Russland. Zum Thema Entwicklungshilfe und seinen Reisen in den von Hungersnot und Bürgerkriegen heimgesuchten Sudan berichtete er in zahlreichen Veröffentlichungen und Zeitungsartikeln; darüber hinaus war er bis 2009 stv. Vorsitzender des von ihm mitgegründeten Vereins Überlebenshilfe Sudan. Für sein Wirken als Landesbeauftragter verlieh ihm die nachfolgende Regierung unter Ministerpräsident Gerhard Schröder das Große Verdienstkreuz des Niedersächsischen Verdienstordens. 1991 bis 1994 kehrte Nass noch einmal zur Europäischen Kommission zurück, wo er die Abteilung Fortbildung leitete, und als Direktor E. h. ausschied.
Seit 1981 war er Lehrbeauftragter und ab 1989 Honorarprofessor für Öffentliches Recht, Völker- und Europarecht an der Universität Hannover. Nach seiner Pensionierung als Beamter widmete er sich hauptsächlich der Universitätslehre. Von 1995 bis 2001 leitete er als Gründungsdirektor das Stiftungskolleg für internationale Aufgaben der Robert Bosch Stiftung. In diese Zeit fiel auch die von ihm mitinitiierte Berliner Initiative für mehr Internationalität in Bildung, Ausbildung und Personalpolitik in Deutschland von Robert Bosch Stiftung, DGAP, Stiftung Wissenschaft und Politik und Tönissteiner Kreis.
Er veröffentlichte zahlreiche Bücher und Artikel. Das Themenspektrum reicht von seinen Erfahrungen in der deutsch-deutschen Grenzkommission oder der Europäischen Kommission über die von ihm initiierte Not- und Entwicklungshilfe für den Sudan bis zum Erlebnisbericht eines Vaters. Über Jahrzehnte engagierte er sich in zahlreichen politischen Vereinigungen und Gremien wie CDU, Wirtschaftsrat der CDU, Bundesarbeitskreises Christlich Demokratischer Juristen, Arbeitskreis Europäische Integration, Tönissteiner Kreis, DGAP, Deutsche Afrika-Stiftung, Vereinigung der Deutsch-Französischen Gesellschaften für Europa u. a.
Fast 50 Jahre war er mit der im Dezember 2016 verstorbenen Schauspielerin und Rezitatorin Cornelia Kühn-Leitz verheiratet. Sie hatten zwei Kinder.
Am 13. April 2017 starb Klaus Otto Nass in Hannover, Isernhagen-Süd, im Alter von 86 Jahren. Auf dem dortigen Friedhof im Birkenweg befindet sich auch sein Grab.